# サイパン市
サイパン市（英語: Saipan Municipality）は、北マリアナ諸島の基礎自治体（Municipality）のひとつ。

## 概要
北マリアナ諸島の中心部であるサイパン島とその南に位置するアギガン島によって構成される。人口は約4.8万人（2010年国勢調査、ただしアギガン島は無人島である）。
なお、サイパン島とアギガン島の間に位置するテニアン島は単独で基礎自治体に属している（テニアン市）ため、同市には含まない。

## 地理

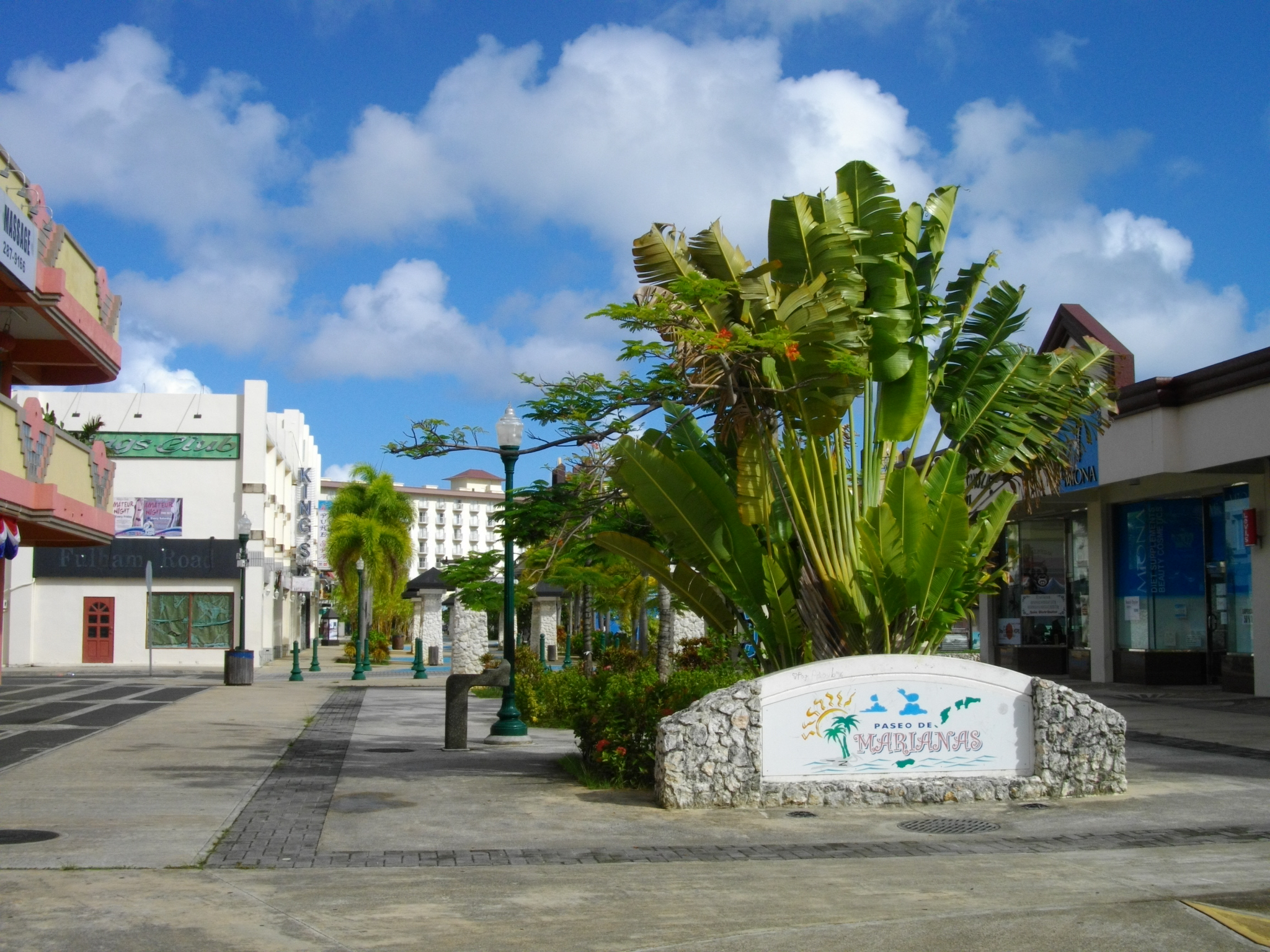
経済の中心地ガラパン

### 市内の主な地区
これらはすべてサイパン島に位置する。
- アチュガオ（Achugau）
- アフテナ（Afetna）
- アス・リート（As Lito、旧南村）
- アス・マチュイス（As Matuis）
- アス・ペルディード（As Perdido）
- キャピトル・ヒル（Capitol Hill、旧中山）
- チャラン・カノア（Chalan Kanoa、旧茶覧）
- チャラン・ラウラウ（Chalan Laulau）
- チャラン・ピアオ（Chalan Piao）
- ダンダン（Dandan、旧段段村）
- フィナ・シス（Fina Sisu）
- ガラパン（Garapan、旧柄帆町）
- カグマン（Kagman）
- コブラーヴィル（Koblerville）
- ラウラウ（Laulau、旧東村）
- ラダー（Ladder、旧羅多）
- マッピ（Marpi、旧松尾）
- ネイビー・ヒル（Navy Hill）
- パパゴ（Papago）
- サン・アントニオ（San Antonio）
- サン・ロケ（San Roque、旧南興村）
- サン・ホセ（San Jose、旧白石村）
- サン・ヴィセンテ（San Vicente）
- ススペ（Susupe、旧鈴部町）
- タナパグ（Tanapag、旧棚葉町）
- タポチョ（Tapochau、旧香取）
- グアロ・ライ (Gualo Rai)

## 対外関係

### 姉妹都市･提携都市
姉妹都市
- 花蓮市（中華民国 花蓮県）

提携都市
- 登別市（日本国 北海道 胆振総合振興局）
- 会津若松市（日本国 東北地方 福島県）